# Piekarowo
Piekarowo – wieś w Polsce położona w województwie mazowieckim, w powiecie żyrardowskim, w gminie Mszczonów.
W skład sołectwa Piekarowo wchodzą także wsie Budy-Zasłona, Michalin i Podlindowo.
W latach 1975–1998 miejscowość administracyjnie należała do województwa skierniewickiego.